# Giuseppe de Majo
Giuseppe de Majo (5. prosince 1697 Neapol – 18. listopadu 1771 tamtéž) byl italský skladatel pozdního baroka.

## Život
Od svých devíti let byl žákem neapolské konzervatoře Pietà dei Turchini. Jeho prvním učitelem byl Andrea Basso. Později byl žákem prima maestra konzervatoře Nicola Faga. Absolvoval v roce 1718.
Jako operní skladatel debutoval v roce 1725 v Teatro dei Fiorentini s buffo operou Lo finto laccheo. 9. května 1736 byl jmenován zastupujícím varhaníkem neapolského dvorního orchestru a v srpnu následujícího roku zástupcem hlavního varhaníka.
V roce 1744 zemřel maestro královské kapely Leonardo Leo a poté se konala soutěž o udělení tohoto prestižního úřadu. Soutěže se zúčastnila řada předních italských skladatelů jako např. Nicola Porpora nebo Francesco Durante a dokonce i jeho starý mistr Nicola Fago. Fago však zemřel den před soutěží. Místo získal Giuseppe de Majo díky přímluvě Johanna Adolfa Hasseho a královny Marie Amalie Saské. V této funkci pak setrval až do své smrti. Téměř zcela pak přestal komponovat operní hudbu a věnoval se především hudbě chrámové.
Zemřel v Neapoli 18. listopadu 1771. Jeho syn Gian Francesco de Majo se stal rovněž hudebním skladatelem.

## Dílo

### Opery
- Lo finto laccheo (opera buffa, 1725, Neapol)
- Lo vecchio avaro (opera buffa, libreto Francesco Antonio Tullio, 1727, Neapol)
- La milorda (opera buffa, 1728, Neapol)
- Erminia (opera buffa, libreto Bernardo Suddumene, podle Torquata Tassa, 1729, Neapol)
- La baronessa, ovvero Gli equivoci (opera buffa, libreto Bernardo Suddumene, 1729, Neapol)
- Egeria (favoletta, libreto G. Torriani, 1732, Neapol)
- Arianna e Teseo (opera seria, libreto Pietro Pariati, 1747, Neapol)
- Il sogno d'Olimpia (serenata, libreto Ranieri de' Calzabigi 1747, Neapol)
- Semiramide riconosciuta (opera seria, libreto Pietro Metastasio, 1751)
- Il Neapoltano nelli fiorentini (farsa)

### Další díla (výběr)
- Koncert pro dvoje housle (1726)
- Koncert pro violoncello F-dur
- Koncert pro flétnu G-dur
- Audite coeli pro dva sbory (1732)
- Dixit per 8 voci
- Agata (oratorium pro čtyři hlasy a sbor, 1752, Gallipoli)
- Mottetto per l'anime del Purgatorio pro 5 hlasů a orchestr (1754)
- Salve regina pro soprán a orchestr
- Kyrie e Gloria pro 5 hlasů a orchestr
- 6 kantát